# Marie de France (1393-1438)
Pour les articles homonymes, voir Marie de France et Marie de Valois.
Marie de France, ou Marie de Valois, née le 24 août 1393 au château de Vincennes et morte le 19 août 1438 au Palais-Royal, est une nonne bénédictine française, fille du roi Charles VI de France et d'Isabeau de Bavière.

## Biographie
Marie est la quatrième fille et le sixième enfant de Charles VI de France et de son épouse Isabeau de Bavière. Elle voit le jour le 24 août 1393 au château de Vincennes, un an après que son père ait été frappé de sa première crise de démence en la forêt du Mans, qui l'écarte progressivement des affaires gouvernementales et le contraint à déléguer son pouvoir à un conseil de régence. Isabeau de Bavière destine sa fille pour l'Église, peut-être en acte de soumission en raison de la folie dont est atteint son époux. La jeune fille entre donc le 8 septembre 1397 en religion au prieuré Saint-Louis de Poissy, alors qu'elle n'a que quatre ans.
Au moment où Marie de France fait son entrée en religion, le prieuré est dirigé par sa grand-tante Marie de Bourbon, l'une des sœurs de sa grand-mère paternelle Jeanne de Bourbon. Elle y rencontre également Marie de Pizan, la fille de la poétesse et philosophe Christine de Pizan. Cette dernière décrit une visite qu'elle accomplit au cours de l'année 1400 au prieuré dans Le Livre du dit de Poissy : l'écrivaine remarque dans cet ouvrage qu'elle a été accueillie « joyeusement et tendrement » par Marie de France et la prieure, et décrit le logement de la jeune fille, qui a alors sept ans, comme digne du rang d'un membre de la famille royale de France.
Courant 1405, Marie reçoit la visite de sa mère Isabeau et de son oncle Louis, duc d'Orléans, qui essaient de la convaincre d'abandonner la vie religieuse afin d'épouser Édouard, le fils et héritier du duc Robert Ier de Bar. Elle refuse toutefois leur proposition et déclare que seul son père a le pouvoir de lui ordonner de se marier. Charles VI étant à ce moment-là atteint d'une nouvelle crise de démence, elle demeure au prieuré de Poissy, où elle prend officiellement le voile le 26 mai 1408, et en devient plus tard la prieure. À la mort de sa mère Isabeau le 24 septembre 1435, cette dernière lègue dans son testament de nombreux biens et effets personnels au prieuré de Poissy. Marie de France meurt d'une épidémie de peste au cours d'un séjour au Palais-Royal à Paris le 19 août 1438 et est inhumée au prieuré de Poissy. À sa mort, elle est l'avant-dernier enfant de Charles VI et d'Isabeau de Bavière à trépasser, seul son frère cadet Charles VII lui survivant.